# 摩洛哥共和主义
摩洛哥目前是一个君主制国家，但历史上曾出现过建立共和政体的尝试，其中一些努力至今仍在继续：

## 历史
来自安达卢西亚的摩里斯科难民曾在塞拉和拉巴特建立塞拉共和国（1627年—1668年），这是一个以海盗活动为基础的政权。
里夫地区的柏柏尔叛军在阿卜杜·卡里姆的领导下，于1921年建立里夫共和国，以反抗西班牙的殖民统治。该共和国一直存在到1926年。叛军曾试图攻占非斯，试图将势力扩展到法属摩洛哥，但最终失败。
1971年，马德布将军和阿巴布上校领导的军校学员在什基拉特宫袭击哈桑二世国王，并拉巴特电台上宣布成立共和国，但这一尝试很快被穆罕默德·乌弗基尔将军镇压。然而，乌弗基尔自己于1972年发动政变，调动空军多次试图击落国王的专机，还袭击拉巴特机场，并轰炸王宫，政变最终失败。
在2011年—2012年摩洛哥抗议期间，一些抗议者高呼共和口号，他们主要来自伊斯兰主义组织“正义和善良”、马克思主义组织“前进”以及一些左翼团体，但这些口号并未被大多数抗议者响应。